# San Ġiljan
San Ġiljan (anglicky St. Julian's) je přímořské město, letovisko a správní středisko stejnojmenné lokální oblasti v Centrálním regionu na Maltě. Nachází se asi 9 km severozápadně od Valletty a je součástí její aglomerace. V roce 2019 zde žilo 13 792 obyvatel, díky čemuž je San Ġiljan jedenáctým největším maltským městem. Sousedními městy jsou Pembroke, Swieqi, San Ġwann, Gżira a Sliema.
Kromě hlavní části se zde též nacházejí osady Paceville, Ta' Ġiorni, Tal-Għoqod a St Andrew's. V San Ġiljanu se nachází nejvyšší budova na Maltě, nazývaná Portomaso, která je 97,54 m vysoká.